# Desa Babajurang
Desa Babajurang är en administrativ by i Indonesien.   Den ligger i provinsen Jawa Barat, i den västra delen av landet, 160 km öster om huvudstaden Jakarta. Desa Babajurang ligger vid sjöarna  Rawa Kulampok och Rawa Balik.